# Курентування
Курентування (словен. Kurentovanje) — щорічний традиційний карнавальний фестиваль у Словенії, що проходить відзначається у лютому перед початком Великого посту. Найвідомішим є святкування у місті Птуй, яке вважається центром цього свята.

## Історія
Курентовання має давнє коріння, пов'язане з дохристиянськими обрядами, спрямованими на відганяння злих духів і забезпечення родючості землі. Вперше фестиваль у сучасному вигляді був організований у 1960 році в Птуї. Вважається, що традиція курентів походить із стародавніх ритуалів, пов'язаних із поклонінням природним богам та духам. Деякі дослідники припускають, що ритуали курентів походять ще з кельтських або іллірійських традицій.

## Опис
Головними дійовими особами свята є куренти (курентиї) — міфологічні персонажі, що одягають хутряні костюми, маски з рогами та великі дзвони. Вони танцюють та створюють веселу атмосферую. Є повір'я, що прихід Курентів до будинку приносить удачу цілий рік. Вважається, що чим гучніше дзвонять їхні дзвони, тим краще вони відганяють злі сили. Учасники також беруть участь у карнавальних ходах, театралізованих виставах і народних гуляннях. Святкування супроводжується музикою, традиційними піснями та костюмованими процесіями, в яких беруть участь як місцеві жителі, так і гості з-за кордону.

## Сучасне значення
Сьогодні Курентовання є одним із найбільших фестивалів у Словенії та приваблює тисячі туристів з усього світу. У 2017 році традиція курентів була внесена до списку нематеріальної культурної спадщини ЮНЕСКО. Фестиваль сприяє збереженню словенських традицій та є важливою частиною культурного життя країни. Окрім Птуя, святкування проходять і в інших містах Словенії, зокрема в Маріборі та Цельє.